# Försjön (Döderhults socken, Småland)
Försjön är en sjö i Oskarshamns kommun i Småland och ingår i Viråns huvudavrinningsområde. Sjön har en area på 0,0585 kvadratkilometer och ligger 39,3 meter över havet.

## Delavrinningsområde
Försjön ingår i det delavrinningsområde (635692-153888) som SMHI kallar för Mynnar i Virån. Medelhöjden är 44 meter över havet och ytan är 24,2 kvadratkilometer. Det finns inga avrinningsområden uppströms utan avrinningsområdet är högsta punkten. Långsjöbäcken som avvattnar avrinningsområdet har biflödesordning 2, vilket innebär att vattnet flödar genom totalt 2 vattendrag innan det når havet efter 5,1 kilometer. Avrinningsområdet består mestadels av skog (91 procent). Avrinningsområdet har 0,63 kvadratkilometer vattenytor vilket ger det en sjöprocent på 2,6 procent.